# Папуа — Новая Гвинея на Паралимпийских играх
Папуа — Новая Гвинея на Паралимпийских играх впервые приняли участие в 1984 году на летних Играх в Сток-Мандевиле и Нью-Йорке, и с тех пор принимает участие на всех летних Играх (не принимали участие в Играх 1988, 1992, 1996, 2004 годов). На зимних Играх делегация Папуа — Новой Гвинеи пока не участвовала ни разу.
На настоящее время спортсмены Папуа — Новой Гвинеи завоевали на всех Играх в сумме 1 медаль, из них ни одной золотой.

## Медальный зачёт

### Медали летних Паралимпийских игр
| Игры                          | Золото         | Серебро        | Бронза         | Всего          | Место          |
| ----------------------------- | -------------- | -------------- | -------------- | -------------- | -------------- |
| 1984 Сток-Мандевиль, Нью-Йорк | 0              | 0              | 0              | 0              | —              |
| 1988—1996                     | не участвовали | не участвовали | не участвовали | не участвовали | не участвовали |
| 2000 Сидней                   | 0              | 0              | 0              | 0              | —              |
| 2004 Афины                    | не участвовали | не участвовали | не участвовали | не участвовали | не участвовали |
| 2008 Пекин                    | 0              | 1              | 0              | 1              | 63             |
| 2012 Лондон                   | 0              | 0              | 0              | 0              | —              |
| 2016 Рио-де-Жанейро           | 0              | 0              | 0              | 0              | —              |
| 2020 Токио                    | 0              | 0              | 0              | 0              | —              |
| Итого                         | 0              | 1              | 0              | 1              |                |